# Scambus dioryctriae
Scambus dioryctriae är en stekelart som beskrevs av Walley 1960. Scambus dioryctriae ingår i släktet Scambus och familjen brokparasitsteklar. Inga underarter finns listade i Catalogue of Life.